# Chris Sununu
Christopher Thomas Sununu, dit Chris Sununu, né le 5 novembre 1974 à Salem (New Hampshire), est un homme politique américain, membre du Parti républicain et gouverneur du New Hampshire de 2017 à 2025.

## Biographie

### Jeunesse et formation
Chris Sununu est né et a grandi à Salem dans le New Hampshire. Il est le fils de John H. Sununu, gouverneur de l'État, et le frère de John E. Sununu, sénateur. Il passe une partie de son adolescence à Washington, où son père est chef de cabinet de la Maison-Blanche. Il est diplômé d'un bachelor of science en ingénierie civile et environnementale du Massachusetts Institute of Technology.
Lorsque la famille Sununu acquiert la station de ski de Waterville Valley en 2010, Chris en devient le directeur général.

### Carrière politique
En 2012, il est élu au conseil exécutif du New Hampshire (en), où il représente le troisième district. Le conseil, composé de cinq membres, approuve notamment les marchés publics et les nominations. Il est réélu à deux reprises, en 2012 et 2014.
Dès 2013, il est pressenti pour se présenter à la Chambre des représentants ou au poste de gouverneur. 

### Gouverneur
En septembre 2015, il annonce sa candidature à l'élection du gouverneur de 2016. Il est considéré comme le favori de la primaire républicaine, qu'il remporte avec 988 voix d'avance sur le représentant Frank Edelblut (30,7 % contre 29,8 %),. Lors de l'élection générale, il affronte son collègue Colin Van Ostern (en), la démocrate sortante Maggie Hassan étant candidate au Sénat. Les sondages donnent les deux hommes au coude-à-coude. Le 8 novembre 2016, Sununu est élu avec 49 % des voix contre 47 % pour Van Ostern et 4 % pour le libertarien Max Abramson. Il entre en fonction en prêtant serment le 5 janvier 2017 et devient à 42 ans le plus jeune gouverneur du pays. 
Le 6 novembre 2018, il est réélu en obtenant 52,8 % des voix face à la candidate démocrate Molly Kelly. 
Longtemps pressenti comme candidat à l'investiture du Parti républicain pour l' élection présidentielle de 2024, il y renonce finalement. Il affirme qu'une désignation de Donald Trump comme candidat serait un désastre. Il apporte son soutien à Nikki Haley lors des primaires républicaines de 2024.
Il ne se représente pas pour un cinquième mandat de gouverneur à l'élection de 2024.